# Glöttweng
Glöttweng ist ein Ortsteil der Gemeinde Landensberg im schwäbischen Landkreis Günzburg. Die Einwohnerzahl beträgt 225 (Stand 2008).
Bis zum 31. März 1971 (Gebietsreform in Bayern) war Glöttweng eine eigenständige Gemeinde.

## Lage

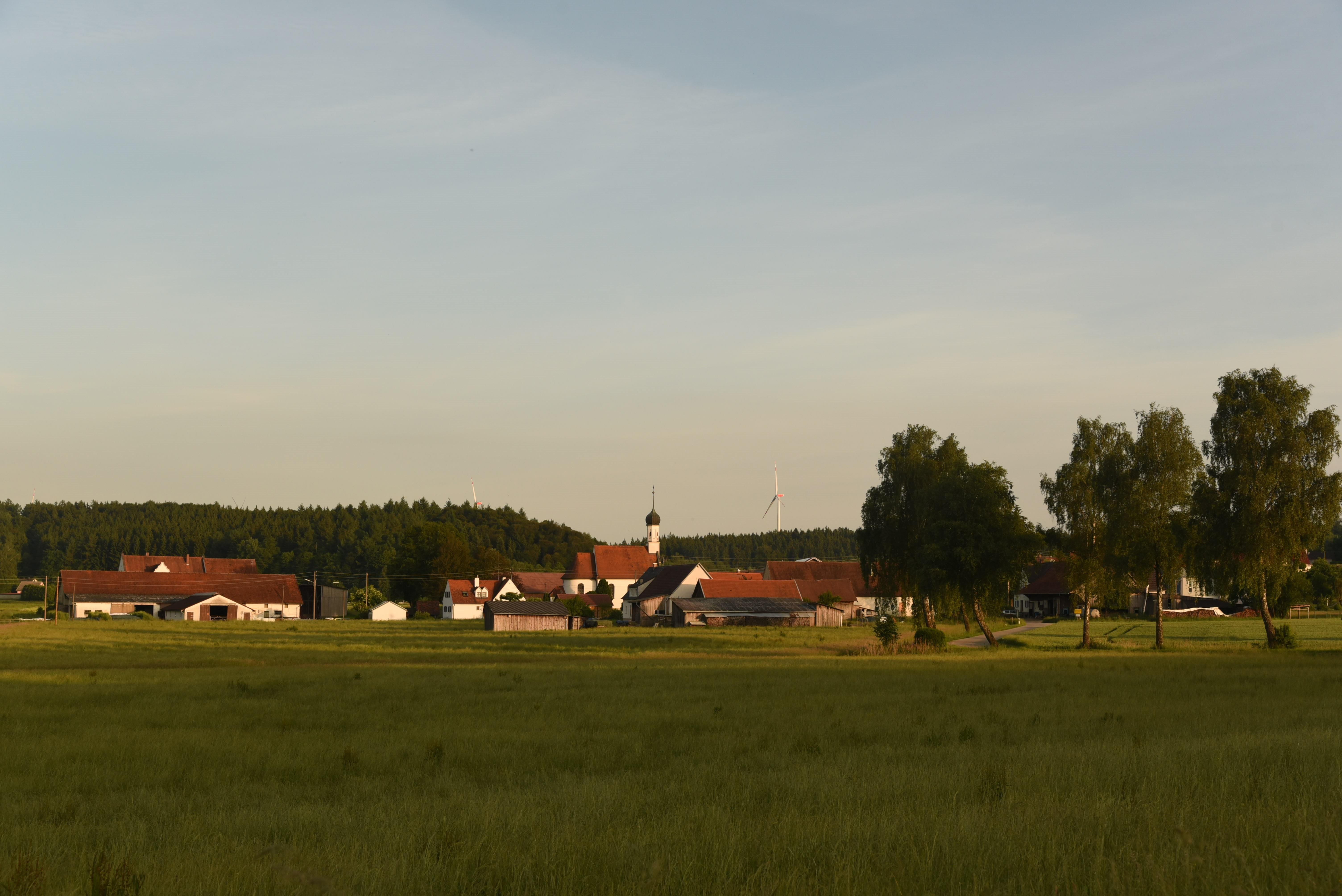
Glöttweng im Glötttal (2016)

Das Dorf liegt ungefähr 1 km westlich von Landensberg im Tal der Glött und ist Teil der Landschaft Holzwinkel, die den nördlichen Teil des Naturparks Augsburg-Westliche Wälder bildet.

## Geschichte

### Vor- und Frühgeschichte
In der Gegend um Glöttweng entlang des Glötttals liegen vereinzelt Grabhügel, die aus der mittleren Bronzezeit (2000 – 1550 v. Chr.) stammen. Bei Grabungen Anfang des 20. Jhd. wurden dort verzierte Keramikgefäße (z. B. Kegelhalsgefäße) wie auch Geschirr aus Bronze (Bronzesitula, Bronzeplättchen, Gewandnadeln) gefunden. Ebenfalls aus der Bronzezeit stammt ein gefundenes Randleistenbeil im Wald südlich von Glöttweng.
Die Mehrzahl der noch erhaltenen Grabhügel um Glöttweng stammt jedoch aus der frühen Eisenzeit bzw. Hallstattzeit (800 v. Chr. – 450 v. Chr.). In einem im Jahre 1934 geöffneten Grabhügel im Wald 1,5 km westlich von Glöttweng fand man Reste eines Wagens zusammen mit Scherben von Keramikgefäßen sowie Eisen- und Bronzeschmuck. So lässt sich sagen, dass die Gegend unmittelbar um Glöttweng herum schon in der Bronze- und Eisenzeit für die dort lebenden Menschen eine Rolle gespielt hat, auch wenn bis zum heutigen Tag noch keine archäologischen Siedlungsfunde diesbezüglich gemacht wurden.
Aus der römischen Kaiserzeit stammen eine im Jahre 1828 aus der Glött bei Glöttweng geborgene Kupfermünze mit dem Abbild des römischen Kaisers Trajan (53–117 n. Chr.) und eine 1908 ebenfalls in der Glött zusammen mit Terra-Sigillata-Scherben gefundene Bronzemünze des Kaisers Lucius Verus (130–169 n. Chr.). Eine Römerstraße von Günzburg (Guntia) nach Augsburg (Augusta Vindelicum) führte direkt durch das heutige Glöttweng und war ein Teilstück der Provinzstraße von Mainz (Mogontiacum) nach Augsburg. Diese wurde in der zweiten Hälfte des 1. Jh. n. Chr. unter Kaiser Vespasian erbaut, um die bisher benutzte und deutlich längere Route Mainz-Bregenz-Kempten-Augsburg deutlich zu verkürzen (siehe Römerstraße Kempten–Bregenz und Römische Rheintalstraße).

### Ursprünge
Das heutige Dorf Glöttweng gliedert sich in zwei Teile. Der nördliche Teil mit der Kirche St. Oswald ist als historischer Dorfkern zu betrachten, worauf auch das nordöstlich gelegene Flurstück "Altäcker" hinweist. Der südliche Teil wurde später besiedelt, die an der B 10 gelegene sogenannte "Vorstadt" ist noch jüngeren Datums. Im Flurplan (Urkataster) von 1823 sind deutlich zwei voneinander getrennte Ortsteile zu erkennen (Unter- und Oberdorf). Gesichert ist ebenfalls, dass die Römerstraße Günzburg-Augsburg innerhalb der Gemeindeflur verlief. Damit ist anzunehmen, dass Glöttweng auf frühbesiedelten Gebiet liegt.
Im Gegensatz zur Gemeinde Landensberg ist Glöttweng keine planmäßig angelegte Rodungssiedlung aus dem Hochmittelalter (siehe Geschichte von Landensberg / Abschnitt Mittelalter). Die Dorfform von Glöttweng, wie sie noch sehr gut in den ältesten Flurplänen zu erkennen ist, ist typisch für ein Haufendorf, da die einzelnen Hofgrundstücke unterschiedlich groß und unregelmäßig angeordnet waren. Diese Dorfformen sind älter als die Rodungssiedlungen. Des Weiteren spricht die Lage von Glöttweng im Tal bzw. der bewirtschafteten Ur-Äcker (Gewanne) westlich von Glöttweng am Talrand für eine frühe Besiedlung. Typischerweise wurden die ersten Siedlungen in der Region vorzugsweise an Talrändern angelegt, da die dortigen Lössböden im Unterschied zu den sumpfigen Talauen oder bewaldeten Hochflächen ertragreicher und leichter zu bewirtschaften waren. So wurden während der ersten alamannischen Besiedlung in Bayerisch-Schwaben (ca. 450–600 n. Chr.) noch die größeren Flusstäler wie der Donau oder der Mindel besiedelt, bevor dann später die Randgebiete und noch unerschlossenen Seitentäler wie das Glötttal in Besitz genommen wurden. Auch die geringe Entfernung zur ehemaligen Römerstraße ist typisch für die ersten Siedlungen, welche bevorzugt in der Nähe noch vorhandener römischer Infrastruktur angelegt wurden. Einen weiteren interessanten Hinweis liefert auch das Kirchenpatrozinium des heiligen St. Oswald, das in die Zeit der iroschottischen Mission verweisen könnte, welche in Süddeutschland vom 6. bis 8. Jh. stattgefunden hat. Damals waren die alamannischen Siedlungsräume, die vor allem durch ländliche Streusiedlungen geprägt waren noch weitgehend heidnisch (germanische Gottheiten) und die Christianisierung ging nur schleppend voran. Das änderte sich zunehmend in der Mitte des 8. Jh. als das alamannische Herzogtum politisch aufhörte zu existieren und sich infolgedessen die Christianisierung dieser Gebiete rasant beschleunigte. Dabei spielten auch irische Missionare eine wesentliche Rolle (vgl. Heiliger Columban und Gallus). Somit kann eine Entstehung einer ersten Siedlung ab dem 8. Jahrhundert vermutet werden, wobei es aber auch schon zuvor eine kleine Siedlung oder Einzelhöfe gegeben haben könnte.

### Namensherkunft und erste schriftliche Erwähnungen
Die erste schriftliche Erwähnung von Glöttweng stammt aus einer Urkunde (Kopie Mitte 13. Jh.) von 1130 als Otto de Glettheweinch ("Otto von Glöttweng") die Erneuerung des Klosters Fultenbach als Zeuge beglaubigte. Ebenfalls aus dem 12. Jh. stammt eine Kopie (genaues Datum unbekannt) als der Laie Burkhard dem Domkapitel Augsburg ein predium (Landgut) in Gletenwing übergibt. 1293 belehnt Heinrich Markgraf von Burgau "seinen Diener Arnold den Halder u.a. mit Dorf und Kirchensatz zu Gletewinch, dem Gut zu den Höfen und den Weiherhof".
Der Name "Glöttweng" setzt sich aus dem Bestimmungswort "Glött" und dem Grundwort "-weng" zusammen. Der Gewässername "Glött", auf dem der Ortsname beruht ist zurückzuführen auf das germanische Adjektiv glad für "glatt, glänzend, hell". Die spätere mittelhochdeutsche Form Gletthe in Glettheweinch (siehe oben) kommt vom althochdeutschen Wort Gletta, was wiederum auf die germanische Grundform Glad-jō für "Glätte" zurückgeht. Das Grundwort "-weng" und seine Vorläufer „weinch“ bzw. „winch“ gehen vermutlich auf das althochdeutsche winkil bzw. winchil (von germ. wenkila) zurück, was „Winkel, Ecke“ bedeutet. Laut dem Namenforscher Ernst Förstemann meint ahd. winkil (in alten Belegen oft winch) eine Gegend oder kleine Flur, „die von Hügeln, Bergen, Gewässern oder Wäldern eingeschlossen ist“ - etwa eine Landesecke oder Winkel im Gelände.  Diese Beschreibung passt genau zu der örtlichen Lage von Glöttweng im Talschluss der Glött. Die neueren Endungen auf -weng treten erst ab dem 16. Jhd. auf und sind eine dialektale Lautverschiebung (Umlautung von -i- zu -e-) von -wing zu -weng.

### Mittelalter

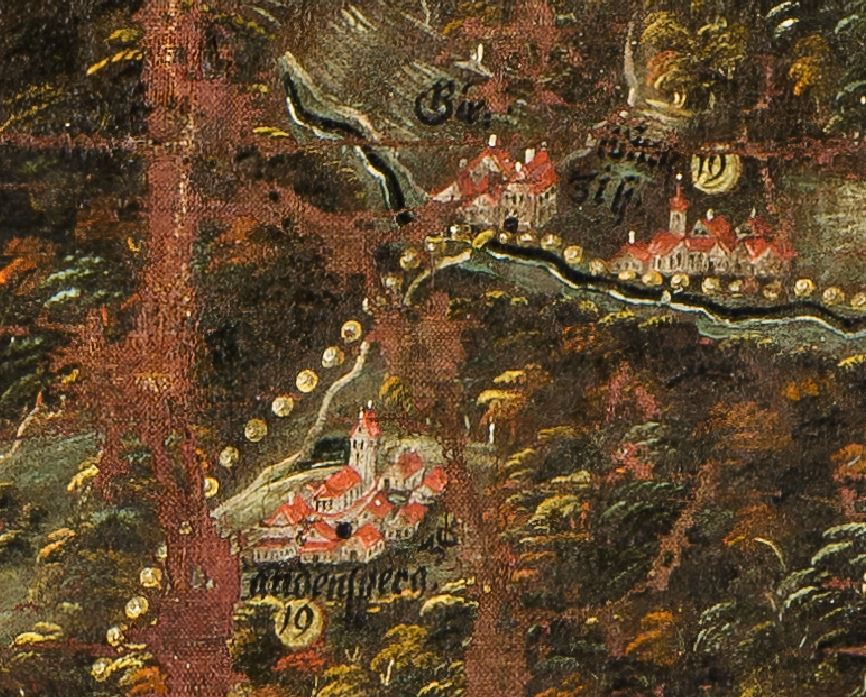
Älteste bekannte Darstellung von Glöttweng und Landensberg (Burgauer Landtafel von 1613)

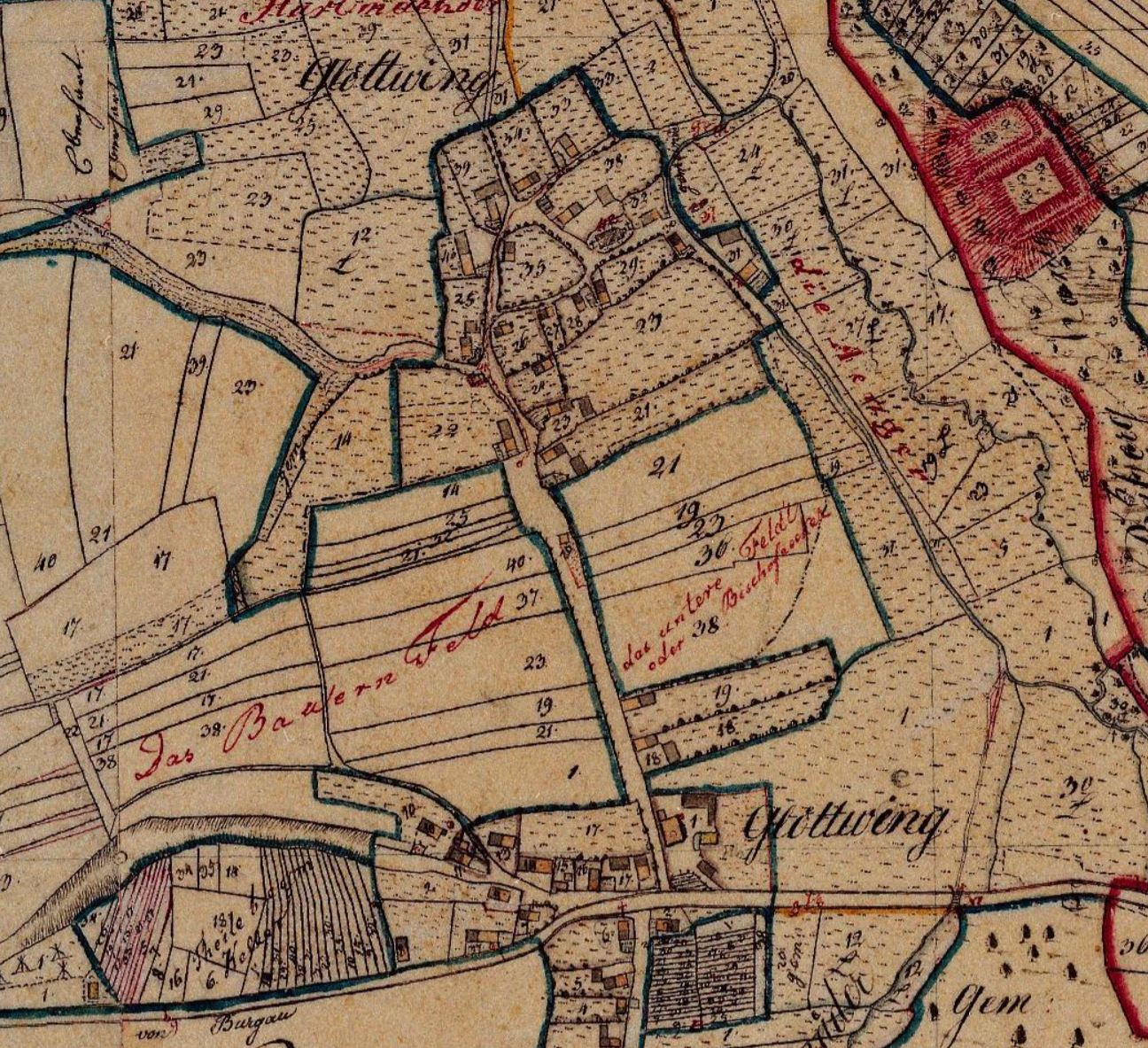
Flurplan (Ur-Kataster) von Glöttweng von 1823

Glöttweng war im Mittelalter eine eigene Pfarrei und wurde erst im 16. Jh. der Pfarrei Landensberg einverleibt. Auch in Glöttweng saß im 12. Jh. ein Adelsgeschlecht. Otto de Glettheweinch bezeugt die am 25. März 1130 beurkundete Stiftung (Erneuerung) des Klosters Fultenbach. Dieser Otto von Glöttweng hatte in der Zeugenreihe seinen Platz nach den Noblen von Hohenreichen und Hairenbuch und vor den Dienstmannen der Augsburger Kirche. Das Adelsgeschlecht, das nach dem Ort benannt ist hatte seinen Sitz  östlich oberhalb des Ortes auf dem Bachberg ("Bahberg"), wo sich heute der Burgstall befindet. Die Burg war zweigeteilt in eine Vorburg mit Wall und eine Hauptburg und bestand größtenteils aus Holz, wie es für die damalige Zeit typisch war. Da Stein damals eine sehr kostspielige Ressource war, könnte lediglich das Herrenhaus im Inneren der Hauptburg aus Stein gewesen sein. Die Hauptburg ist durch einen etwa 6 m breiten Graben von der Vorburg getrennt. In der Vorburg befanden sich die Wirtschaftsgebäude wie Kornspeicher, Werkstätten oder Ställe. Die benachbarten Fluren "Altäcker" nördlich des Burgstalls (siehe Flurplan von 1823) waren sehr wahrscheinlich Teil der Wirtschaftsgüter der Burg. Vermutlich sind dann im 13. Jh. die Herren von Glöttweng ausgestorben, so dass die Markgrafschaft als oberhoheitliche Instanz das Lehen wieder an sich zog und neu vergab. So wurde im Jahre 1293 Arnold der Halder von Markgraf Heinrich III. von Burgau mit dem Dorf und dem Kirchensatz zu Glöttweng belehnt. 1492 gibt es in Glöttweng 16 Feuerstätten (Wohnhäuser) und es musste der Feuerstattgulden entrichtet werden. Im 15. Jh. gehörte Glöttweng den Herren von Westernach zu Landstrost und Konzenberg und wurde dann mit Landensberg im Jahre 1511 an Heinrich von Knöringen verkauft und gehörte damit zur Herrschaft Konzenberg.
Immer wieder ist in den mittelalterlichen Urkunden die Rede von drei Höfen zu Glöttweng, die manchmal auch "Weiherhöfe" genannt werden. So zum ersten Mal 1293 als Arnold der Halder u. a. mit dem Weiherhof belehnt wird. Dann 1398 als Joachim v. Waldkirch zu Tapfheim die Höfe Rudolfsweiler und den Deyczelhof (1456 auch Titzelhof genannt) gelegen bei Glöttweng verkauft. Zum letzten Mal werden die Weiherhöfe 1545 urkundlich erwähnt. Noch 1604 werden drei Höfe zu Glöttweng im Lehenverzeichnis des Ferdinand von Baumgarten genannt. Nach 1650 verliert sich die Spur dieser Höfe und so ist anzunehmen, dass sie im Dreißigjährigen Krieg untergegangen sind. Wo genau sich diese Höfe befunden haben ist unklar. Jedoch lässt sich am wahrscheinlichsten der Weiherhof lokalisieren, dessen Flur auf dem Flurplan von 1823 noch klar herauszuschälen ist und dessen Namen das Flurstück noch heute trägt. Unterhalb der Weiherhoffelder lagen die "Unteren Weiher", nach welchen der Hof vermutlich seinen Namen bekommen hatte. Interessant ist, dass es im Flurplan von 1823 noch zwei weitere Stellen um Glöttweng mit "Weihern" gab.

### Neuzeit
Im Bauernkrieg 1525 schlossen sich dem "Leipheimer Haufen" 13 Einwohner aus Glöttweng an. Die Pfarrei Glöttweng wurde um 1530 aufgelöst und der Pfarrei Landensberg einverleibt. Ab 1530 bis zu deren Aussterben um 1611 war das Geschlecht der Baumgartner im Besitz von Glöttweng. Um 1600 bestand das Dorf aus einer Wirtschaft, einer Badstube, einer Schmiede, einer Mühle mit 2 Gängen und Mühlhaus. Der Dreißigjährige Krieg schädigte Glöttweng so schwer, dass nach einem Augenzeugenbericht einer ehemaligen Magd eines Landensberger Bauers in Glöttweng und Landensberg sich keine Seele mehr befunden hätte und die Kirche in Glöttweng so schwer geplündert wurde, dass sie dem Einsturz nahe gewesen sei. Erst 1663 hatten sich beide Gemeinden wieder soweit erholt, dass die über 30 Jahre erledigte Pfarrei wieder neu eingerichtet werden konnte. Einen wesentlichen Anteil an dem neuerlichen Aufschwung hatten zahlreiche Zuwanderer aus Österreich und Altbayern. Von 1668 bis 1684 gehörte Glöttweng wieder zur Herrschaft Konzenberg, bis es dann vom Hochstift Augsburg gekauft wurde. 1721 besteht Glöttweng aus 34 Häusern, die dem Hst. Augsburg gehören und 2 Höfen, die dem Freiherren von Seida zu Landensberg gehören. Die Kirche von Glöttweng wurde im Jahr 1726 erbaut und die Kosten wurden vom Augsburger Fürstbischof Alexander Sigismund getragen.
Im Ersten Koalitionskrieg brach für Glöttweng wie auch Landensberg erneut eine schwere Zeit herein als im Jahre 1796 abwechselnd österreichische und französische Heeresteile den Ort passierten. Soldaten aus beiden Kriegsparteien haben sich im Ort einquartiert und das Hab und Gut der Leute geplündert. Ein Augenzeugenbericht des damaligen Landensberger Pfarrers D. Antonius von Vicari schildert lebhaft die Ereignisse in diesem Jahr:
"Nachdem wir im Zeitraum von 4 Kriegsjahren dreißigmal in der Ortschaft Soldaten im Quartier gehabt haben…, wandte sich das Schicksal des Krieges gegen unsere Türen selbst. Es war am Feste Maria Himmelfahrt (15. August), als gegen 11 Uhr vormittags unsere Ortschaft von österreichischen Husaren mit großem Troß überflutet wurden, die in Eile ihren Rückzug vor den Franzosen vollzogen. Der Pfarrer von Landensberg hatte damals 5 Offiziere zum Frühstück, unter anderem den Prinzen Charles de Ligne (Sohn von des k. k. Feldmarschall Charles-Joseph de Ligne) vom österreichischen Husarenregiment "Erzherzog Ferdinand". Drei Tage später am 18. August kamen französische Heerhaufen in unsere Nähe, jedoch betrat ein Großteil der Truppen unseren Ort nicht, lediglich ein paar Raubgesellen kamen in unseren Ort. So wurden am 20. August 2 Husaren von den Ortsvorstehern zum Pfarrer geführt und forderten unter Gewaltandrohung ungeheuerliche Geldmengen oder 40 Sack Hafer. Man gab Ihnen 16 Scheffel Hafer und 5 Maß Wein. Damit aber nicht zufrieden kamen sie später wutentbrannt mit 4 weiteren Husaren zurück und drangen mit gehobenen Säbeln in das Haus des Pfarrers ein, um diesen zu holen. Der hatte sich mittlerweile nach Glöttweng geflüchtet und dort versteckt. […] Den weitaus größeren Verlust an Lebensmitteln hatte die Gemeinde Glöttweng, dass an der Landstraße liegt. Täglich kamen in das Wirtshaus Franzosen als Gäste, betranken sich bis zur Bewusstlosigkeit, nahmen die Bierkrüge mit und bezahlten nichts, ja drohten obendrein mit Mord und Brand. Aber zweimal wurden Franzosen von Bauern, die sich zusammengerottet hatten, ihrer Waffen beraubt und gezwungen auf den Knien um Vergebung zu bitten. Auch jenes Ereignis ist es wert erwähnt zu werden, dass nämlich französisches Raubgesindel von der Dorfjugend von Glöttweng und Landensberg, die sich mit Büchsen bewaffnet hatten, vertrieben wurde. Die Gegner waren 16 Franzosen und zwanzigmal entluden sie ihre Gewehre gegen die Unsrigen; dieses waren aber nur 12 Bewaffnete. Sie trafen nur einen französischen Soldaten mit einer Kugel, so dass er sofort tot zusammenbrach und so die Franzosen die Flucht ergriffen. […] Unsere Gotteshäuser hat kein Franzose betreten…, sie waren mehr lüstern nach Geld und Trank. Nach den Franzosen kamen wieder die Truppen der Österreicher […] und räumten mit dem, was die Franzosen übrig gelassen hatten vollends auf."
Seit den Friedensverträgen von Brünn und Preßburg 1805 gehörte Glöttweng zum neu entstandenen Königreich Bayern. Mit dem bayerischen Gemeindeedikt von 1818 entstand dann die Gemeinde Glöttweng. 1823 wohnten in Glöttweng 198 Menschen in 40 Wohnhäusern.
Die Mühle in Glöttweng ist nachweislich seit 1804 in Betrieb, aber vermutlich schon früher, und wird seit 1968 nicht mehr betrieben. Das Mühlrad wird aber noch benutzt, um einen Materialaufzug anzutreiben.
Die Freiwillige Feuerwehr Glöttweng wurde am 15. Juni 1877 von 16 Gemeindebürgern gegründet.
Die Volksschule in Glöttweng, in der sich heute der Kindergarten befindet wurde 1907 gebaut. Von 1940 bis zu deren Schließung 1968 wurden in der Volksschule in den Klassen 1 bis 8 insgesamt ca. 65 Schüler von nur einer Lehrerin unterrichtet.

Am 31. März 1971 (Gebietsreform in Bayern) wurde Glöttweng der Gemeinde Landensberg einverleibt.

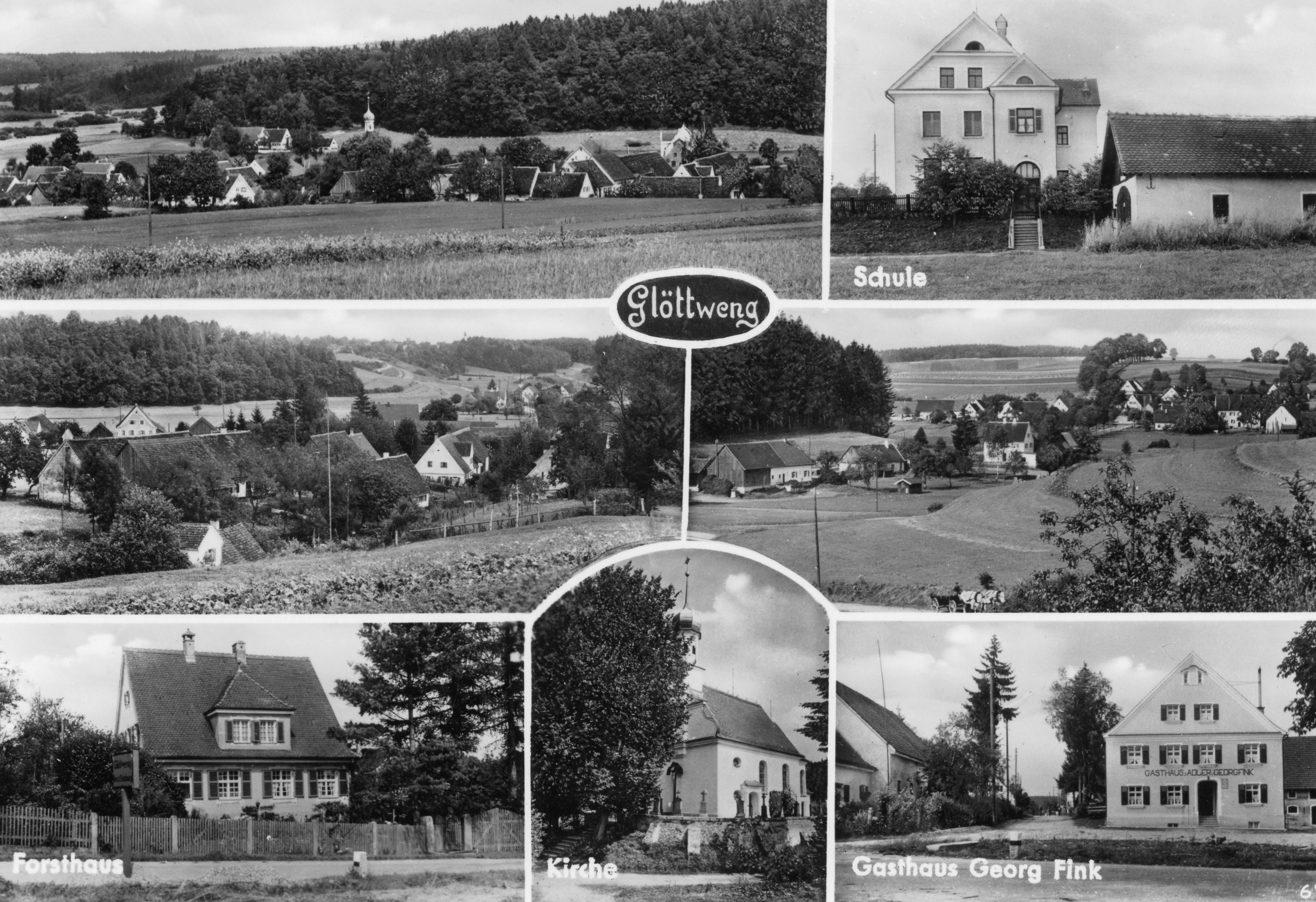
Postkarte von Glöttweng um 1950

## Baudenkmäler
- Katholische Kirche St. Oswald, erbaut 1726

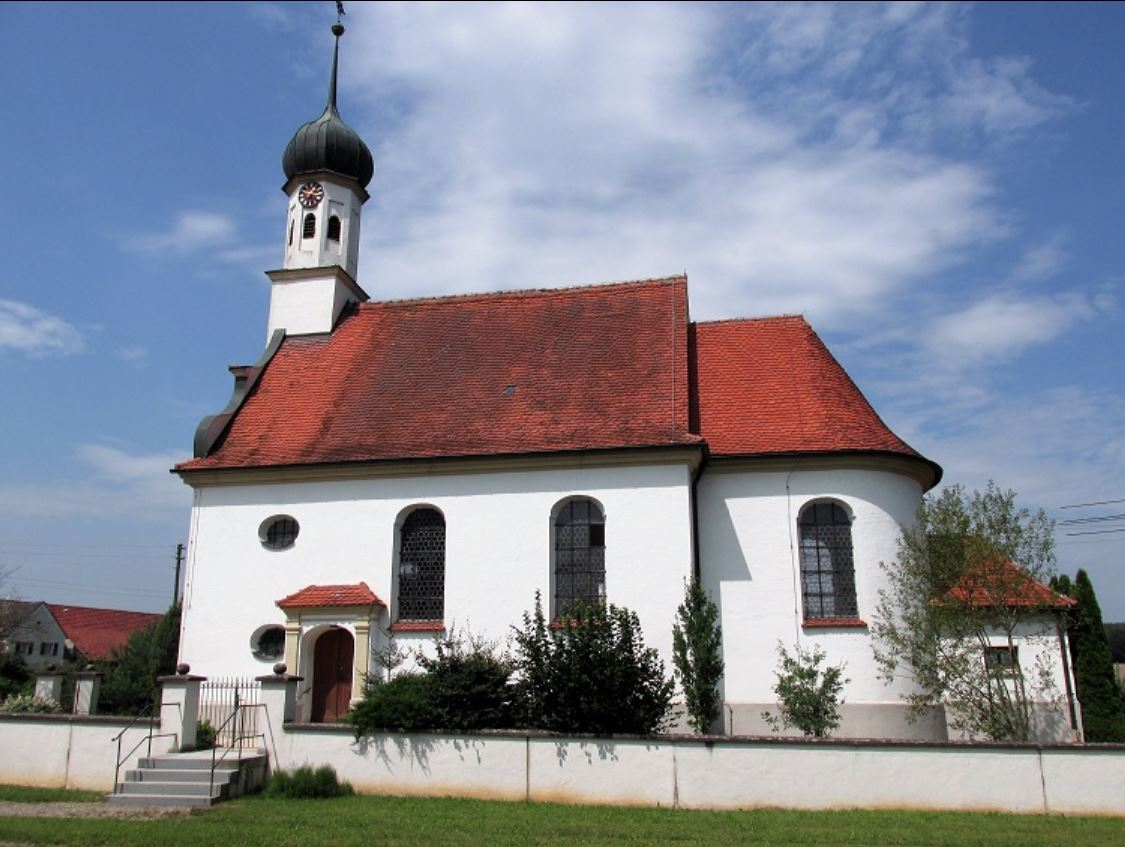
Kirche St. Oswald in Glöttweng

## Sonstiges
- Zwischen Glöttweng und Landensberg wurde im Jahr 2006 auf dem ehemaligen Sportgelände ein Natur- und Barfußpark errichtet, welcher jährlich zahlreiche Besucher aus nah und fern anlockt.[15]
- Der Theaterverein Holzwinkelbühne Glöttweng veranstaltet jährlich Aufführungen im Gasthaus Adler in Glöttweng.[16]

## Persönlichkeiten
- Helmut Kircher (1939–2023), in Glöttweng geborener Schauspieler, Theaterregisseur, Journalist und Musikkritiker